# Harry & Son
Harry & Son is een Amerikaanse dramafilm uit 1984 geregisseerd door Paul Newman. Newman produceerde en schreef het verhaal tezamen met Ronald L. Buck.

## Verhaal
Weduwnaar Harry Keach is bouwvakker. Hij is opgevoed met de raad dat men enkel goed kan leven door een goede job te hebben. Dat is de reden waarom hij de lakse en hedonistische levensstijl van zijn zoon Howard verafschuwt. Howard spendeert zijn geld dat hij verdient van uitzichtloze, tijdelijke, parttime jobs aan vrouwen en surfen en droomt ervan de volgende Ernest Hemingway te zijn. Ook de levensstijl van zijn dochter Nina irriteert hem: sinds ze getrouwd is met een verzekeringsmakelaar vreest Harry dat ze niet voldoende energie in haar job steekt om te promoveren naar hogere functies.
Wegens een incident verliest Harry zijn job. Hij is hierdoor gefrustreerd, maar tegelijk slaat hij het aanbod van zijn broer Tom af om in diens winkel te werken. Sindsdien bezoekt Harry zijn buurvrouw Lilly die een dierenwinkel uitbaat. Haar zwangere dochter Katie is gedumpt door haar vriend.
Howard wordt regelmatig lastiggevallen door Sally, een oudere nymphomane. Hij voelt niets voor haar, maar zet wel een plan op om haar te koppelen aan Harry. Zelf is hij verliefd op Katie.
Eerder onverwacht slaagt Howard erin om een kortverhaal te verkopen, waardoor zijn vader trots is. Met het geld gaan Harry, Lilly, Katie en Howard op reis. Katie is ondertussen bevallen. Harry begint stilaan van het leven te genieten.

## Rolverdeling
| Acteur             | Personage    |
| ------------------ | ------------ |
| Paul Newman        | Harry Keach  |
| Robby Benson       | Howard Keach |
| Ellen Barkin       | Katie        |
| Joanne Woodward    | Lilly        |
| Wilford Brimley    | Tom          |
| Judith Ivey        | Sally        |
| Ossie Davis        | Raymond      |
| Morgan Freeman     | Siemanowski  |
| Katherine Borowitz | Nina         |
| Maury Chaykin      | Lawrence     |
| Tom Nowicki        | Jimmy        |
| Bunny Yeager       | Marina       |
| Stan Barrett       |              |

## Nominatie
| Prijs                        | Categorie        | Ontvanger(s) | Resultaat   |
| ---------------------------- | ---------------- | ------------ | ----------- |
| Golden Raspberry Awards 1984 | Slechtste acteur | Robby Benson | Genomineerd |